# Keisuke Hoshino
Keisuke Hoshino (japanisch 星野 圭佑 Hoshino Keisuke; * 21. August 1985 in der Präfektur Gunma) ist ein japanischer Fußballspieler.

## Karriere
Hoshino erlernte das Fußballspielen in der Universitätsmannschaft der Doto-Universität. Seinen ersten Vertrag unterschrieb er 2008 bei Mito HollyHock. Der Verein spielte in der zweithöchsten Liga des Landes, der J2 League. Für den Verein absolvierte er 18 Ligaspiele. Danach spielte er bei Tochigi Uva FC.